# Uhersko (przystanek kolejowy)
Uhersko (ukr. Угерсько, ros. Угерско) – przystanek kolejowy w miejscowości Uhersko, w rejonie stryjskim, w obwodzie lwowskim, na Ukrainie.
Przystanek istniał przed II wojną światową. Nosił wówczas nazwę Uhersko-Dobrzany.